# Ezra Pound
Ezra Weston Loomis Pound (Hailey, Idaho, 30 de octubre de 1885-Venecia, 1 de noviembre de 1972) fue un poeta, ensayista, músico y crítico estadounidense. Fue un artista expatriado y una figura destacada de los principios de la poesía modernista, perteneciente a la generación perdida (Lost Generation). 
Fue un ideólogo fascista ferviente seguidor de Benito Mussolini y un furibundo antisemita. Durante la Segunda Guerra Mundial, se dedicó a lanzar arengas desde la radio italiana a los soldados estadounidenses para que desertaran y a difundir la propaganda nazi contra los judíos. Fue detenido por el ejército estadounidense y llevado en 1945 a Estados Unidos donde fue juzgado por traición, pero el tribunal consideró que estaba loco (afirmación respaldada por varias figuras literarias, entre ellas Ernest Hemingway, para evitar que fuera condenado a muerte) y ordenó su ingreso en un manicomio, en el que pasó doce años.

## Biografía

### Primeros años
Era hijo de Homer Loomis Pound (1858-1942) e Isabel Weston (1860-1948). Ambas partes de su familia emigraron a Estados Unidos desde Inglaterra en el siglo XVII.
Pound se trasladó a Nueva York con dieciocho meses de edad debido al descontento de su madre en Hailey. Más tarde se mudarían a Pensilvania, donde comenzaría su etapa universitaria en la Universidad de Pensilvania. Sus padres le llevaron a Europa por tres meses en 1902, y al año siguiente se trasladaría al Hamilton College de Clinton, Nueva York. Allí se graduaría en 1905 y regresaría a Pensilvania, donde se graduó en lenguas románicas al año siguiente. Escribió una tesis doctoral sobre la obra de Lope de Vega, y obtuvo una beca que utilizó para volver a visitar Europa. Estuvo tres semanas en Madrid pasando por distintas bibliotecas (entre ellas la biblioteca del Palacio Real), y allí fue testigo del intento de asesinato del rey Alfonso XIII. Después visitó París y Londres, y regresó a Estados Unidos en 1907. No terminó su doctorado.
En septiembre de 1907 comenzó a impartir clases de español y francés en el Wabash College, de donde fue despedido en enero de 1908.

### Londres, matrimonio y poesía modernista
En agosto de 1908 se trasladaría a Londres, donde echó mano de las lenguas y de las formas poéticas arcaicas —en especial las provenzales— en un intento por rehacerse como poeta. En una carta a Harriet Monroe, afirma que «En Estados Unidos no existe otra revista que no sea un insulto al artista serio y a la dignidad de su arte», y que en Estados Unidos no encontró «a ningún escritor y ni un solo crítico que tuviera una concepción digna de la poesía». 
Fue amigo de W. B. Yeats, a quien consideraba el mayor poeta vivo y para quien trabajó como secretario. En 1909 conoció a Olivia Shakespear, cuya hija, Dorothy Shakespear, se convertiría en su esposa en 1914, en Kensington. Dicho matrimonio sufrió altibajos; Dorothy tuvo que soportar la larga y temprana relación de su marido con la violinista Olga Rudge, a la cual conoce en París y con la que llegó a tener una hija (Mary de Rachewiltz). El matrimonio terminaría separándose en 1960.
En junio de 1910, Pound viaja a París, donde comienza a trabajar en su obra Canzoni (1911). Ya en Londres, Alfred Richard Orage, editor del diario socialista The New Age, le contrata para escribir una columna semanal. Allí escribe desde el 30 de noviembre de 1911 hasta el 13 de enero de 1921. Se interesó primero en los movimientos plásticos de vanguardia, como el cubismo, que ocupó bastantes páginas de la revista. También escribió reseñas de música. Según Tim Redman, fue aquí donde Pound comenzó a simpatizar con ideas antisemitas, y según Colin Holmes la propia revista publicaba artículos de dicho contenido.

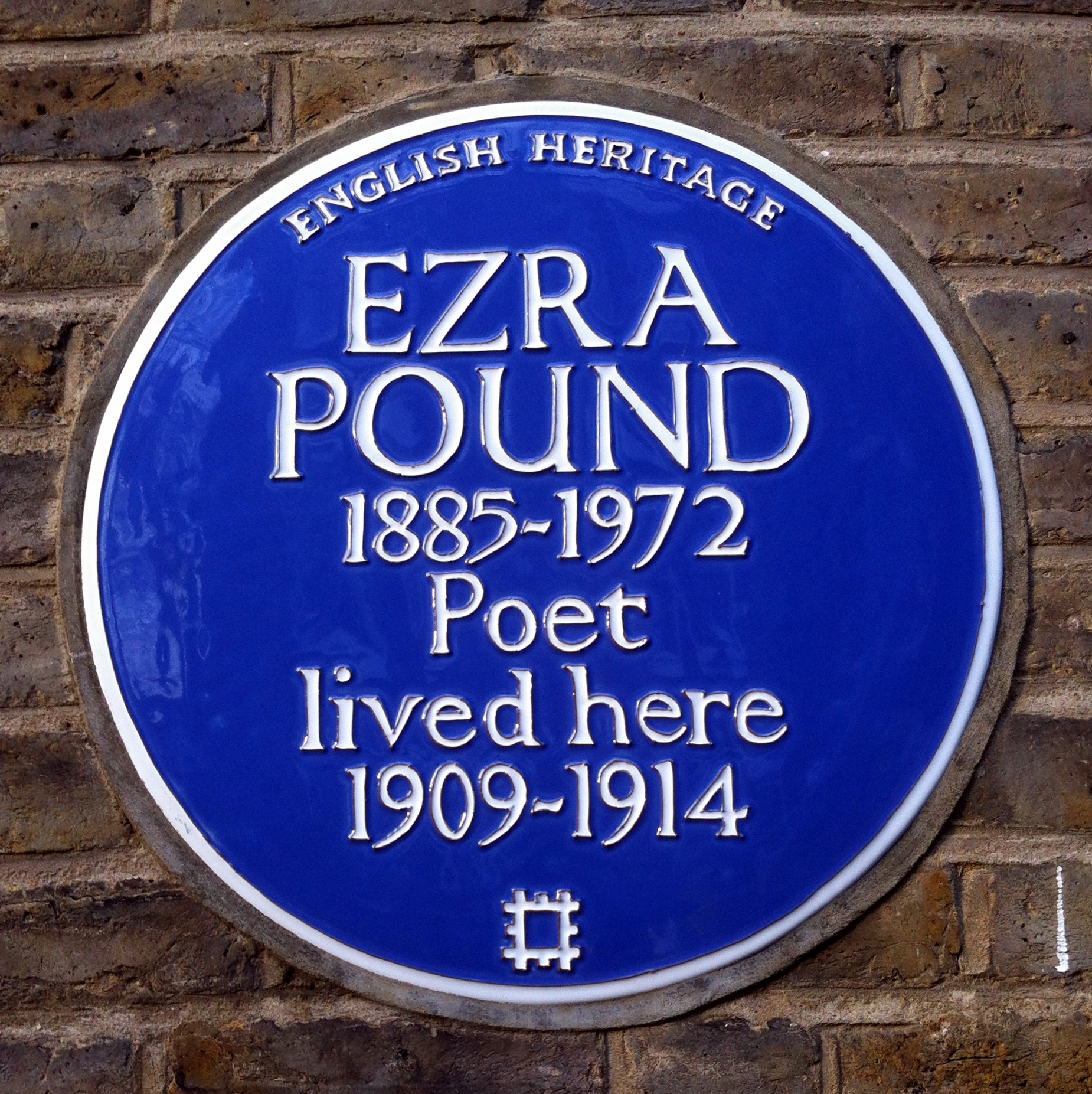
Placa en Londres señalando el domicilio de Pound en la ciudad

En agosto de 1912, Harriet Monroe contrata a Pound para la revista Poetry de Chicago. Su primera edición incluyó dos poemas propios. Ese mismo mes, en Londres, publica Ripostes, una colección de veinticinco poemas que incluye cinco de T. E. Hulme. 
Durante los años anteriores a la Primera Guerra Mundial, Pound fue un miembro muy destacado del movimiento de vanguardia literaria conocido como imagismo, primer movimiento literario con el que Ezra Pound se relacionó en Londres. Este movimiento creía en la relación inmediata entre esta concepción poética y las artes visuales y en una síntesis entre lo intelectual y lo emocional, haciendo hincapié en la precisión y la economía del lenguaje. Se caracteriza por experimentar con la metáfora y la lengua lírica bajo la influencia del Extremo Oriente y de los haikús japoneses. Este grupo publicaba en la revista The Egoist. En marzo de 1913, Poetry publica «A Few Don'ts by an Imagist», en el que describe el imaginismo. Un ejemplo de la poesía imaginista de Pound es el poema «En una estación de metro», publicado también en Poetry. 
Él mismo bautizó en 1913 a una derivación de esta vanguardia (fundada junto a Wyndham Lewis, Epstein, Gaudier-Brzeska y Wadsworth) como "Vorticismo"; versión británica de una combinación entre el cubismo francés y el futurismo italiano. Lo llamó así alegando que el vórtice o remolino es el lugar del que parten todas las emociones. Se considera el único movimiento británico significativo del siglo XX (aunque a penas dura unos tres años). La revista Blast fue el órgano ideológico de este grupo, y se publicó durante 1914 y 1915.
Estos movimientos dieron a conocer el trabajo de artistas como James Joyce, el citado Wyndham Lewis, William Carlos Williams, H. D., Richard Aldington, Marianne Moore, Ernest Hemingway, Rabindranath Tagore, Robert Frost, Rebecca West y Henri Gaudier-Brzeska. Por aquel entonces fue cuando Pound revisó y editó "La tierra baldía" de su amigo T. S. Eliot, un libro que se transformaría en un clásico del siglo XX. Contribuyó a la publicación en serie de la primera novela de este último, además de las de James Joyce "Retrato del artista adolescente" y otras obras en la revista The Egoist, como «Ulises».
En 1914 edita Des imagistes; primera de las cinco antologías del movimiento literario. 
En abril de 1915 publica Cathay, un pequeño volumen de 25 poemas de Li Po traducidos por Pound basándose en las notas del orientalista Ernest Fenollosa, con la intención de mostrar poesía clásica china. Al contrario que los traductores americanos anteriores de la poesía china, estas versiones en verso libre ofrecen a los lectores textos comprensibles. Muchos críticos consideran los poemas de "Cathay" como la realización más acertada del imaginismo. Sin embargo, como traducciones, continúan siendo fuente de controversias ya que ni Fenollosa ni Pound jamás hablaron o leyeron el chino con soltura; además de criticársele al poeta estadounidense el que omitiera o agregara secciones sin ninguna base en los originales. Para Hugh Kenner, estas aparentes traducciones de textos orientales antiguos hoy se ven como experimentos poéticos.
Tras esta última publicación, comienza a trabajar en su obra magna The Cantos, la cual describiría en 1915 como un «poema criselefantino de extensión inconmensurable que me ocupará las próximas cuatro décadas, a menos que se convierta en un aburrimiento». En junio, julio y agosto de 1917 publicó los tres primeros cantos en Poetry. Este año es contratado por Margaret Anderson para la revista Little Review, para la que dejó de escribir en 1918.
Tras la guerra, Pound abandonará Inglaterra, pero antes publica Poems from the Propertius Series en marzo de 1919 y Hugh Selwyn Mauberley en junio de 1920 gracias a la imprenta Ovid Press. Este año es el último en el que reside en Inglaterra.
Todos los poemas de estas primeras etapas están recogidos en el volumen Personae.

### París (1921-1924)

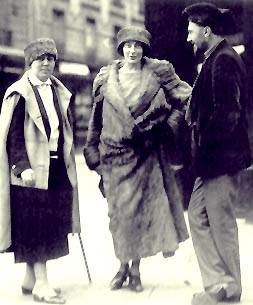
Jane Heap, Mina Loy y Ezra Pound en París (1921)

En abril de 1921 se traslada a París, donde se movió en el círculo de los artistas que revolucionaron el arte moderno. Fue amigo de Marcel Duchamp, Tristan Tzara, Fernand Léger y otras figuras del dadá y del surrealismo. También conoció a la escritora Gertrude Stein. La colección Poemas 1918-1921 fue publicada en Nueva York en 1921. En diciembre de ese año conoce a Ernest Hemingway. 
En 1922 abandona la mayoría de su trabajo anteriormente publicado de The Cantos, y comienza la obra de nuevo. En ella cada vez refleja más sus preocupaciones políticas y económicas, y adquiere la característica de autobiográfica. 
Durante este periodo también escribió prosa crítica, traducciones, dos óperas (con ayuda de George Antheil) y varias piezas para violín.

### Italia y detención en Estados Unidos
El 10 de octubre de 1924, los Pound abandonan París con destino a Rapallo, en búsqueda de un lugar más cálido y tranquilo. En Italia continuó siendo un catalizador creativo. Es aquí donde se convierte en admirador de Benito Mussolini y se afilia al fascismo y al antisemitismo, el cual comienza a aparecer en sus textos. También mostró admiración por Hitler y Stalin —este último por su talento estratégico—, y consideraba a Churchill y especialmente a Roosevelt responsables de todos los males de la sociedad moderna. Se dice que era opuesto al sistema capitalista, y culpaba de la guerra al capitalismo financiero.

En 1932 solicitó una reunión con Mussolini tras ser contratado para trabajar en el guion cinematográfico de una película sobre el fascismo italiano. Se conocieron en enero de 1933, en el palacio de Venecia. Después publicaría diversos artículos en distintos diarios alabando a Mussolini.

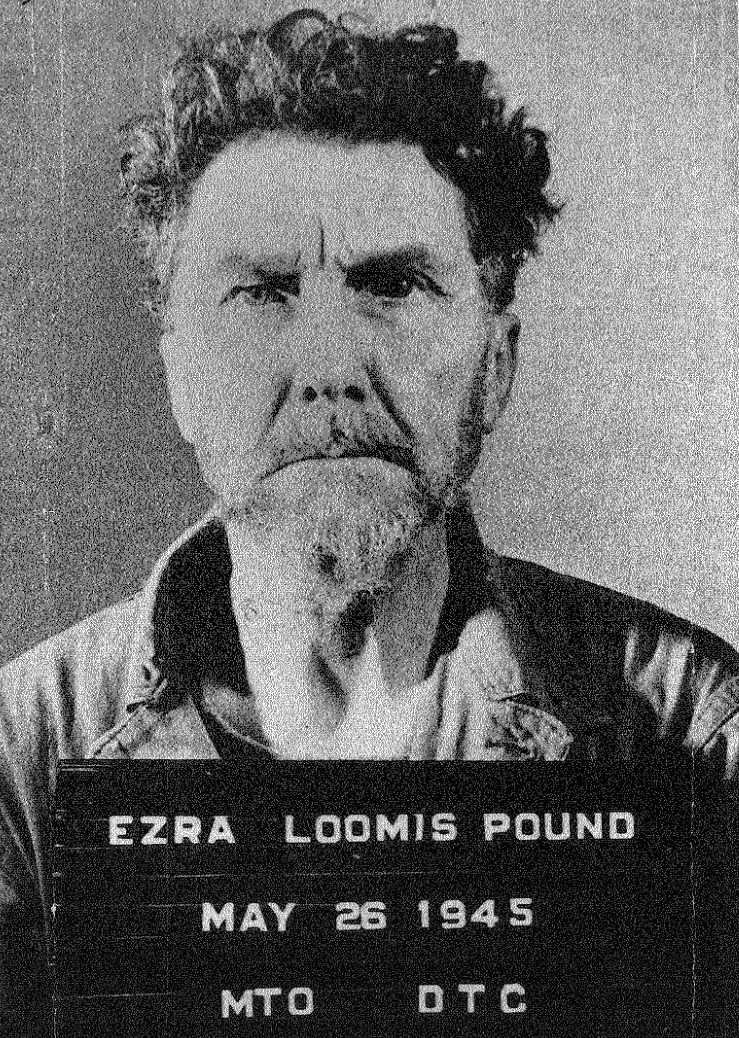
Foto policial de Ezra Pound cuando fue procesado por traición e injurias a Estados Unidos (26 de mayo de 1945).

En 1939, en vísperas de la Segunda Guerra Mundial, volvió a los Estados Unidos. Aunque consideró quedarse allí debido a su ya dudosa reputación, finalmente decidió volver tanto por motivos ideológicos como personales. Durante el conflicto fue un propagandista del Eje a través de la radio y la prensa, y, cuando en 1943 Mussolini se declaró presidente de la nueva República de Saló, Pound desempeñó un papel significativo en las actividades culturales del régimen. El 2 de mayo de 1945 fue arrestado por los partisanos italianos. Le llevaron al Cuartel General de Chiavari, donde lo declararon como «sin interés». Posteriormente, ya a sus sesenta años, con el final de la Guerra y la caída de Mussolini, se entregó a las fuerzas estadounidenses y fue encarcelado en un campo de prisioneros en Pisa. Allí bosquejó los Cantos pisanos (primer Premio Bollingen de la Biblioteca del Congreso en 1948), sección que marca un cambio en la obra de Pound, pues se convierte en una meditación sobre la ruina de Europa y su lugar natural en el mundo. Después sería trasladado a Washington, donde fue acusado por traición e injurias a Estados Unidos. A pesar de que este delito estaba condenado con pena de muerte, se salvó de ella gracias a que la comunidad literaria a la que se había prestado testificó que estaba loco. El juez asumió estos testimonios, y en lugar de morir fusilado, pasó doce años internado en el hospital mental de St. Elizabeth (1946-1958). Allí continuó elaborando The Cantos además de traducir a Confucio. En 1958 se le consideró como un anciano inofensivo y se le concedió la libertad.

### Vuelta a Italia y muerte
En 1958 volvió con Dorothy a Italia, donde nada más llegar hizo el saludo fascista. Se instaló en un castillo y viñedo entre los Dolomitas, Schloss Brunnenburg, propiedad del marido de su hija Mary y donde se fundó el actual Ezra Pound Centre for Literature, consagrado al estudio de su obra. Esos años Pound estuvo sumido en la depresión, siendo diagnosticado con trastorno bipolar en 1966. 

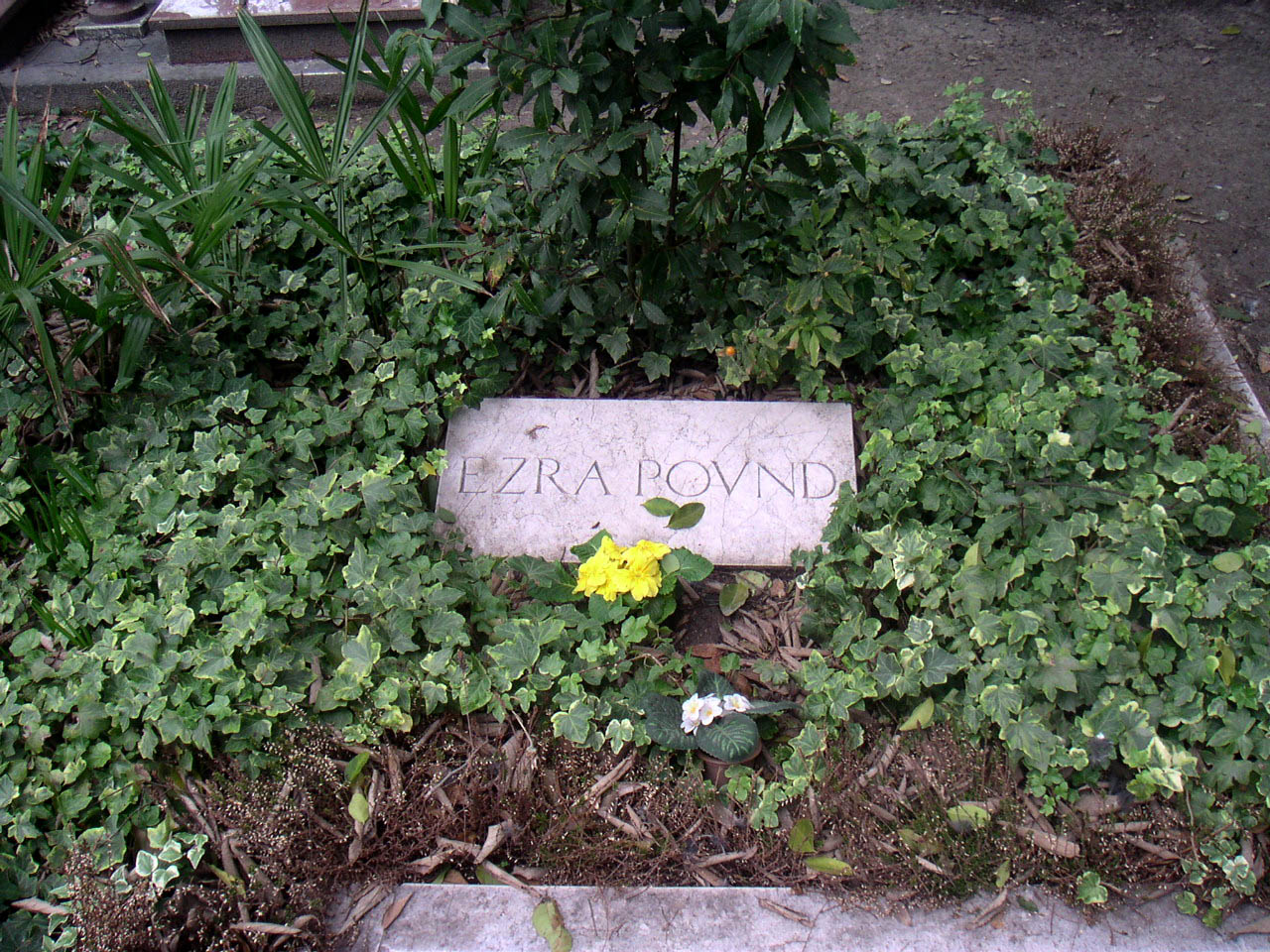
La tumba de Pound en la isla de San Michele en Venecia, sector evangélico.

En 1961, al sentirse Dorothy incapaz de cuidar de él, este pasó el último decenio de su vida con Olga Rudge, primero en Rapallo y después en Venecia. Aunque prosiguió con The Cantos, los veía como poco artísticos, y perdió fe en su obra en general. Según Michael Reck, Pound parecía lamentar su antisemitismo. Murió en Venecia en 1972.

## Obra
Su obra monumental de 800 páginas The Cantos le llevó gran parte de su vida. El crítico Hugh Kenner dijo, tras encontrarse con Pound: «He tomado de repente conciencia de que estaba en el centro del modernismo».
La primera poesía de Pound estuvo influida por los poetas del siglo XIX (especialmente los prerrafaelitas), la literatura medieval y la filosofía ocultista y mística neorromántica. Rechazaba la idea de la poesía como un «ensayo moral versificado», pues quería centrarse en la experiencia individual, lo concreto antes que lo abstracto. Abogaba por recuperar la poesía antigua para ponerla al servicio de una concepción moderna y conceptual. Además, hizo grandes esfuerzos para llevar la poesía provenzal y china al público de habla inglesa.

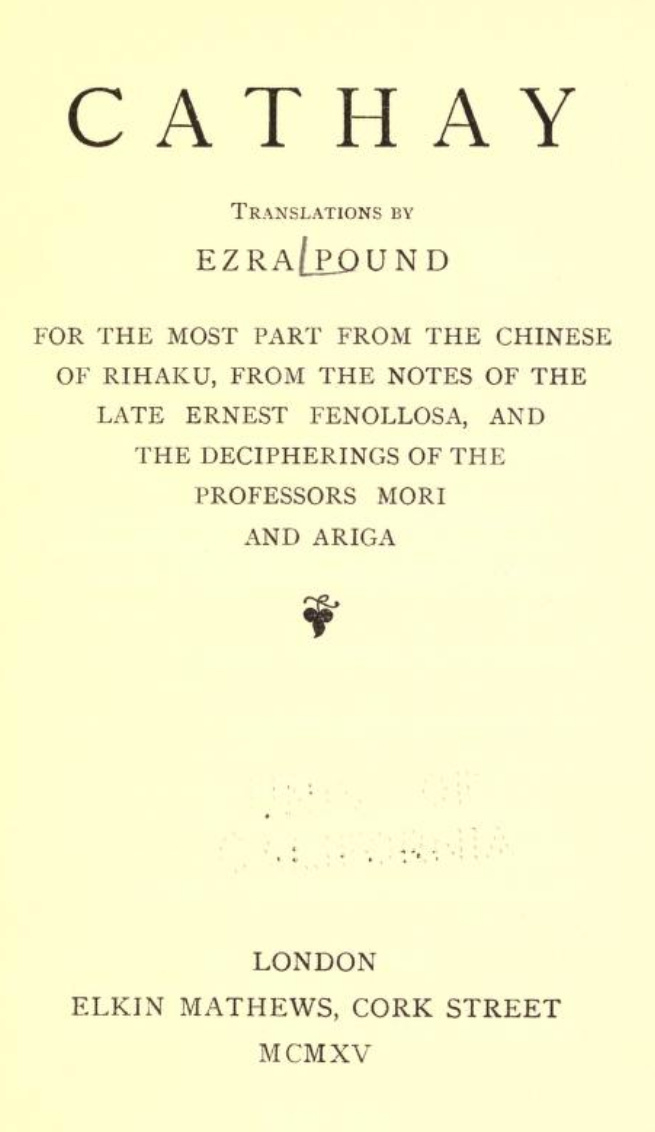
Cathay (1915)

La poesía de Pound cita y hace referencias a Homero, Confucio y Dante; aborda las mitologías y teorías económicas, así como muchos hechos históricos, e incluye palabras en griego y latín e ideogramas chinos, en un descomunal intento de construir una visión caleidoscópica de la historia y la cultura.
Destacan las obras Ripostes (1912), Hugh Selwyn Mauberley (1920), y su extenso poema The Cantos (c. 1917-1962). Su contribución a la poesía comienza con el imaginismo.
Sus artículos y escritos ensayísticos —agrupados en El ABC de la lectura y en Cómo leer— entre otros, son elegantes y contundentes, crudos y ásperos, sutiles y dialécticos, pero nunca interrogativos. Estas obras en prosa son dedicadas a la crítica de arte, la reflexión estética, la biografía y el comentario de diversos artistas y a la redacción de manifiestos de vanguardia. Abogó con ímpetu de propagandista por una poesía «pegada al hueso», es decir, libre de adornos, a los que llamaba «florituras», en un símil con la música. Estableció un itinerario de lecturas para quien quisiera comprender la poesía, a la que consideraba un arte en progreso. La lista de sus preferencias excluye notoriamente a Shakespeare, al barroco español y al romanticismo. Esta arbitrariedad tiene que ver, sin embargo, con su concepción acerca de cuál era el objetivo hacia el que la poesía marchaba a través de los siglos. Su idea de la «floritura» parece incluir que esa forma corresponde a la efusión sentimental desmedida, a la que también rechazaba.
Dedicó escritos a diversos artistas que le impactaron; a James McNeill Whistler (1834-1903), un significativo pintor del movimiento esteticista británico de fin de siglo; a vanguardistas de su generación, como Jacob Epstein; Henri Gaudier Brzeska —muerto prematuramente en la I Guerra Mundial y al que Pound dedicó un amplio ensayo biográfico—, Wyndham Lewis, Edward Wadsworth, Francis Picabla, Constantin Brancusi y Fernand Léger.

## Influencia
Debido a sus opiniones políticas, Pound fue muy criticado en la segunda mitad del siglo XX. Sin embargo, fue central el papel que desempeñó en la revolución poética de su tiempo: fue uno de los primeros poetas en emplear con éxito el verso libre en composiciones extensas. The Cantos sirvió como piedra de toque para Allen Ginsberg y el resto de la Generación Beat. Hay críticos que consideran que casi cualquier poeta experimental en lengua inglesa de comienzos de siglo está en deuda con Ezra Pound.
Como crítico, redactor o promotor ayudó a Yeats, Eliot, Joyce, Wyndham Lewis, Robert Frost, William Carlos Williams, H.D., Marianne Moore, Ernest Hemingway, D. H. Lawrence, Louis Zukofsky, Basil Bunting, George Oppen, Charles Olson, entre otros.
Como traductor, aunque su conocimiento de las lenguas es discutible, Pound hizo mucho para llevar la poesía provenzal y china al público de habla inglesa. También tradujo, defendió y consiguió que se mantuvieran vivas (al menos para los poetas) las obras clásicas griegas, latinas y anglosajonas.
En España es muy perceptible su huella en no pocos novísimos y en buena parte de los poetas posteriores a ellos. En Argentina, el poeta y crítico Juan Arabia tradujo muchos de sus libros, como Lustra, Exultations y Cathay, y en la Biblioteca Nacional de Buenos Aires se organizaron extensas jornadas sobre el autor.
Casa Pound, un partido político fascista de extrema derecha italiano fundado en Roma en 2003, hace honor a su memoria.